# 쥬라기 월드: 더 게임
쥬라기 월드: 더 게임(Jurassic World: the game)은 루디아가 만든 PC, 모바일 게임이다.
요즘은 튕기는 버그가 많아졌다 

## 게임 설정
영화 쥬라기 월드, 쥬라기 공원과는 다른 오리지널 스토리로 진행된다. 게임 속 플레이어는 신참 관리인으로 들어왔다는 설정이다.
게임의 배경인 공원은 영화상의 설정을 바탕으로 거의 유사하게 구성되어 있다. 이슬라 소르나 섬과 이슬라 누블라 섬을 기반으로 선착장과 기타 여러 시설들이 위치하고 있다. 기본적인 시설과 공룡을 관리하고 키우거나 건물을 건설할 수 있는 공간으로 이루어져 있다.